# Кайшета, Тандара
Тандара Кайшета, полное имя Тандара Алвис Кайшета (порт. Tandara Alves Caixeta; 30 октября 1988, Бразилиа, Бразилия) — бразильская волейболистка. Диагональная нападающая. Олимпийская чемпионка 2012 и серебряный призёр на играх 2020.

## Биография
Тандара Кайшета родилась в столице Бразилии городе Бразилиа в семье бывшего легкоатлета Эвалдо Кайшеты. В 9-летнем возрасте Тандара начала заниматься волейболом, а в 2002 была принята в команду «Бразил Телеком» (Бразилиа), в составе которой дебютировала в суперлиге чемпионата Бразилии. Начиная с 2007 года волейболистка выступает за ведущие клубы страны, при этом не задерживаясь ни в одном из них более чем на один сезон. За это время Тандара проявила себя в качестве одного из лучших бомбардиров национальных первенств, неоднократно обновляя рекорды результативности.
В 2004—2007 Тандара выступала за юниорскую и молодёжную сборные Бразилии, с которыми выигрывала континентальные и мировые первенства. В 2011 волейболистка дебютировала в национальной сборной Бразилии, за которую с перерывами выступает и по настоящее время. За эти годы Тандара 8 раз становилась чемпионкой различных официальных международных турниров в составе национальной команды, в том числе Олимпиады-2012, Всемирного Кубка чемпионов 2013, Гран-при (трижды), континентальных чемпионатов (дважды). После перерыва, связанного с рождением дочери, летом 2016 Тандара вернулась в сборную, но в состав на домашнюю Олимпиаду включена не была. В 2017 была признана лучшим игроком чемпионата Южной Америки, а также вошла в символическую сборную розыгрыша Всемирного Кубка чемпионов.  

### Клубная карьера
- 2005—2007 —  «Бразил Телеком» (Бразилиа);
- 2007—2008 —  «Финаса-Озаску» (Озаску);
- 2008—2009 —  «Пиньейрос» (Сан-Паулу);
- 2009—2010 —  «Бруски-Помероде» (Бруски);
- 2010—2011 —  «Волей Футуро» (Арасатуба);
- 2011—2012 —  «Соллис-Озаску» (Озаску);
- 2012—2013 —  СеСИ-СП (Сан-Паулу);
- 2013—2014 —  «Кампинас»;
- 2014—2015 —  «Прая Клубе» (Уберландия);
- 2015—2016 —  «Кампонеза-Минас» (Белу-Оризонти);
- 2016—2018 —  «Нестле-Озаску» (Озаску);
- 2018—2019 —  «Гуандун Эвергрэнд» (Шэньчжэнь);
- 2019—2020 —  «Сеск» (Рио-де-Жанейро);
- 2020—2021 —  «Озаску».

## Достижения

### Со сборными Бразилии
- Олимпийская чемпионка 2012.
- бронзовый призёр чемпионата мира 2014.
- победитель розыгрыша Всемирного Кубка чемпионов 2013;
  - серебряный призёр Всемирного Кубка чемпионов 2017.
- 3-кратная чемпионка Мирового Гран-при — 2014, 2016, 2017;
  - двукратный серебряный призёр Гран-при — 2011, 2012.
- серебряный призёр Лиги наций 2021.
- двукратная чемпионка Южной Америки — 2011, 2017.
- чемпионка Панамериканских игр 2011.
- серебряный призёр розыгрыша Панамериканского Кубка 2007.
- чемпионка мира среди молодёжных команд 2007.
- чемпионка Южной Америки среди молодёжных команд 2006.
- чемпионка мира среди девушек 2005.
- чемпионка Южной Америки среди девушек 2004.

### С клубами
- чемпионка Бразилии 2012;
  - двукратный серебряный (2008, 2017) и бронзовый (2021) призёр чемпионатов Бразилии.
- победитель розыгрыша Кубка Бразилии 2018;
  - серебряный призёр Кубка Бразилии 2007.
- чемпионка Южной Америки среди клубных команд 2011.

### Индивидуальные
- 2012: MVP чемпионата Бразилии.
- 2013: самая результативная чемпионата Бразилии.
- 2014: самая результативная и лучшая на подаче чемпионата Бразилии.
- 2017: самая результативная и лучшая на подаче чемпионата Бразилии.
- 2017: MVP чемпионата Южной Америки.
- 2017: лучшая диагональная нападающая Всемирного Кубка чемпионов.
- 2018: MVP и самая результативная розыгрыша Кубка Бразилии.
- 2018: MVP, лучшая нападающая и самая результативная чемпионата Бразилии.
- 2018: лучшая диагональная нападающая Лиги наций.
- 2021: лучшая диагональная нападающая чемпионата Бразилии.
- 2021: лучшая диагональная нападающая Лиги наций 2021.

## Личная жизнь
В 2015 году Тандара вышла замуж за бразильского волейболиста Клебера. В сентябре того же года у супругов родилась дочь Мария Клара.